# Olimpiai érmesek listája északi összetettben
Ez a lap az olimpiai érmesek listája északi összetettben 1924-től 2022-ig.

## Összesített éremtáblázat
(A táblázatokban Magyarország és a rendező nemzet sportolói eltérő háttérszínnel, az egyes számoszlopok legmagasabb értéke vagy értékei vastagítással kiemelve.)
| A téli olimpiai játékok összesített éremtáblázata északi összetettben | A téli olimpiai játékok összesített éremtáblázata északi összetettben | A téli olimpiai játékok összesített éremtáblázata északi összetettben | A téli olimpiai játékok összesített éremtáblázata északi összetettben | A téli olimpiai játékok összesített éremtáblázata északi összetettben | Olimpia  |
| --------------------------------------------------------------------- | --------------------------------------------------------------------- | --------------------------------------------------------------------- | --------------------------------------------------------------------- | --------------------------------------------------------------------- | -------- |
|                                                                       | Ország                                                                | Arany                                                                 | Ezüst                                                                 | Bronz                                                                 | Összesen |
| 1.                                                                    | Norvégia (NOR)                                                        | 15                                                                    | 12                                                                    | 8                                                                     | 35       |
| 2.                                                                    | Németország (GER)                                                     | 6                                                                     | 6                                                                     | 4                                                                     | 16       |
| 3.                                                                    | Finnország (FIN)                                                      | 4                                                                     | 8                                                                     | 2                                                                     | 14       |
| 4.                                                                    | Ausztria (AUT)                                                        | 3                                                                     | 2                                                                     | 11                                                                    | 16       |
| 5.                                                                    | NDK (GDR)                                                             | 3                                                                     | 0                                                                     | 4                                                                     | 7        |
| 6.                                                                    | Japán (JPN)                                                           | 2                                                                     | 3                                                                     | 2                                                                     | 7        |
| 7.                                                                    | Franciaország (FRA)                                                   | 2                                                                     | 1                                                                     | 1                                                                     | 4        |
| 8.                                                                    | NSZK (FRG)                                                            | 2                                                                     | 1                                                                     | 0                                                                     | 3        |
| 9.                                                                    | Egyesült Államok (USA)                                                | 1                                                                     | 3                                                                     | 0                                                                     | 4        |
| 10.                                                                   | Svájc (SUI)                                                           | 1                                                                     | 2                                                                     | 1                                                                     | 4        |
| 11.                                                                   | Egyesült Német Csapat (EUA)                                           | 1                                                                     | 0                                                                     | 1                                                                     | 2        |
|                                                                       |                                                                       |                                                                       |                                                                       |                                                                       |          |
| 12.                                                                   | Szovjetunió (URS)                                                     | 0                                                                     | 1                                                                     | 2                                                                     | 3        |
| 13.                                                                   | Svédország (SWE)                                                      | 0                                                                     | 1                                                                     | 1                                                                     | 2        |
|                                                                       |                                                                       |                                                                       |                                                                       |                                                                       |          |
| 14.                                                                   | Olaszország (ITA)                                                     | 0                                                                     | 0                                                                     | 1                                                                     | 1        |
| 14.                                                                   | Lengyelország (POL)                                                   | 0                                                                     | 0                                                                     | 1                                                                     | 1        |
| 14.                                                                   | Oroszország (RUS)                                                     | 0                                                                     | 0                                                                     | 1                                                                     | 1        |
|                                                                       |                                                                       |                                                                       |                                                                       |                                                                       |          |
| Összesen                                                              | Összesen                                                              | 40                                                                    | 40                                                                    | 40                                                                    | 120      |

## Egyéni

### Normálsánc, 10 km sífutás
- 18 km: 1924 és 1936–1952
- 19,7 km: 1928
- 18,2 km: 1932

| Olimpia                       | Arany                                     | Ezüst                                    | Bronz                                           |
| 1924, Chamonix                | Thorleif Haug · Norvégia (NOR)            | Thoralf Strømstad · Norvégia (NOR)       | Johan Grøttumsbråten · Norvégia (NOR)           |
| 1928, St. Moritz              | Johan Grøttumsbråten · Norvégia (NOR)     | Hans Vinjarengen · Norvégia (NOR)        | Jon Snersrud · Norvégia (NOR)                   |
| 1932, Lake Placid             | Johan Grøttumsbråten · Norvégia (NOR)     | Ole Stenen · Norvégia (NOR)              | Hans Vinjarengen · Norvégia (NOR)               |
| 1936, Garmisch- Partenkirchen | Oddbjørn Hagen · Norvégia (NOR)           | Olaf Hoffsbakken · Norvégia (NOR)        | Sverre Brodahl · Norvégia (NOR)                 |
| 1948, St. Moritz              | Heikki Hasu · Finnország (FIN)            | Martti Huhtala · Finnország (FIN)        | Sven Israelsson · Svédország (SWE)              |
| 1952, Oslo                    | Simon Slåttvik · Norvégia (NOR)           | Heikki Hasu · Finnország (FIN)           | Sverre Stenersen · Norvégia (NOR)               |
| 1956, Cortina d’Ampezzo       | Sverre Stenersen · Norvégia (NOR)         | Bengt Eriksson · Svédország (SWE)        | Franciszek Gąsienica Groń · Lengyelország (POL) |
| 1960, Squaw Valley            | Georg Thoma · Egyesült Német Csapat (EUA) | Tormod Knutsen · Norvégia (NOR)          | Nyikolaj Guszakov · Szovjetunió (URS)           |
| 1964, Innsbruck               | Tormod Knutsen · Norvégia (NOR)           | Nyikolaj Kiszeljov · Szovjetunió (URS)   | Georg Thoma · Egyesült Német Csapat (EUA)       |
| 1968, Grenoble                | Franz Keller · NSZK (FRG)                 | Alois Kälin · Svájc (SUI)                | Andreas Kunz · NDK (GDR)                        |
| 1972, Szapporo                | Ulrich Wehling · NDK (GDR)                | Rauno Miettinen · Finnország (FIN)       | Karl-Heinz Luck · NDK (GDR)                     |
| 1976, Innsbruck               | Ulrich Wehling · NDK (GDR)                | Urban Hettich · NSZK (FRG)               | Konrad Winkler · NDK (GDR)                      |
| 1980, Lake Placid             | Ulrich Wehling · NDK (GDR)                | Jouko Karjalainen · Finnország (FIN)     | Konrad Winkler · NDK (GDR)                      |
| 1984, Szarajevó               | Tom Sandberg · Norvégia (NOR)             | Jouko Karjalainen · Finnország (FIN)     | Jukka Ylipulli · Finnország (FIN)               |
| 1988, Calgary                 | Hippolyt Kempf · Svájc (SUI)              | Klaus Sulzenbacher · Ausztria (AUT)      | Allar Levandi · Szovjetunió (URS)               |
| 1992, Albertville             | Fabrice Guy · Franciaország (FRA)         | Sylvain Guillaume · Franciaország (FRA)  | Klaus Sulzenbacher · Ausztria (AUT)             |
| 1994, Lillehammer             | Fred Børre Lundberg · Norvégia (NOR)      | Kóno Takanori · Japán (JPN)              | Bjarte Engen Vik · Norvégia (NOR)               |
| 1998, Nagano                  | Bjarte Engen Vik · Norvégia (NOR)         | Samppa Lajunen · Finnország (FIN)        | Valerij Sztoljarov · Oroszország (RUS)          |
| 2002, Salt Lake City          | Samppa Lajunen · Finnország (FIN)         | Jaakko Tallus · Finnország (FIN)         | Felix Gottwald · Ausztria (AUT)                 |
| 2006, Torino                  | Georg Hettich · Németország (GER)         | Felix Gottwald · Ausztria (AUT)          | Magnus Moan · Norvégia (NOR)                    |
| 2010, Vancouver               | Jason Lamy-Chappuis · Franciaország (FRA) | Johnny Spillane · Egyesült Államok (USA) | Alessandro Pittin · Olaszország (ITA)           |
| 2014, Szocsi                  | Eric Frenzel · Németország (GER)          | Akito Watabe · Japán (JPN)               | Magnus Krog · Norvégia (NOR)                    |
| 2018, Phjongcshang            | Eric Frenzel · Németország (GER)          | Akito Watabe · Japán (JPN)               | Lukas Klapfer · Ausztria (AUT)                  |
| 2022, Peking                  | Vinzenz Geiger · Németország (GER)        | Jørgen Graabak · Norvégia (NOR)          | Lukas Greiderer · Ausztria (AUT)                |

### Nagysánc, 10 km sífutás
- 7,5 km: 2002–2006
- 10 km: 2010–

| Olimpia              | Arany                                | Ezüst                                    | Bronz                             |
| 2002, Salt Lake City | Samppa Lajunen · Finnország (FIN)    | Ronny Ackermann · Németország (GER)      | Felix Gottwald · Ausztria (AUT)   |
| 2006, Torino         | Felix Gottwald · Ausztria (AUT)      | Magnus Moan · Norvégia (NOR)             | Georg Hettich · Németország (GER) |
| 2010, Vancouver      | Bill Demong · Egyesült Államok (USA) | Johnny Spillane · Egyesült Államok (USA) | Bernhard Gruber · Ausztria (AUT)  |
| 2014, Szocsi         | Jørgen Graabak · Norvégia (NOR)      | Magnus Moan · Norvégia (NOR)             | Fabian Rießle · Németország (GER) |
| 2018, Phjongcshang   | Johannes Rydzek · Németország (GER)  | Fabian Rießle · Németország (GER)        | Eric Frenzel · Németország (GER)  |
| 2022, Peking         | Jørgen Graabak · Norvégia (NOR)      | Jens Lurås Oftebro · Norvégia (NOR)      | Vatabe Akito · Japán (JPN)        |

## Csapat

### Nagysánc, 4 × 5 km sífutás
- Normálsánc: 1988–2002
- Nagysánc: 2006–
- 3 × 10 km: 1988–1994
- 4 × 5 km: 1998–

| Olimpia              | Arany                                                                                     | Ezüst                                                                                  | Bronz                                                                                 |
| 1988, Calgary        | NSZK (FRG) · Thomas Müller · Hans-Peter Pohl · Hubert Schwarz                             | Svájc (SUI) · Fredy Glanzmann · Hippolyt Kempf · Andreas Schaad                        | Ausztria (AUT) · Hansjörg Aschenwald · Günther Csar · Klaus Sulzenbacher              |
| 1992, Albertville    | Japán (JPN) · Mikata Reiicsi · Kóno Takanori · Ogivara Kendzsi                            | Norvégia (NOR) · Knut Tore Apeland · Fred Børre Lundberg · Trond-Einar Elden           | Ausztria (AUT) · Klaus Ofner · Stefan Kreiner · Klaus Sulzenbacher                    |
| 1994, Lillehammer    | Japán (JPN) · Kóno Takanori · Abe Maszasi · Ogivara Kendzsi                               | Norvégia (NOR) · Knut Tore Apeland · Bjarte Engen Vik · Fred Børre Lundberg            | Svájc (SUI) · Jean-Yves Cuendet · Hippolyt Kempf · Andreas Schaad                     |
| 1998, Nagano         | Norvégia (NOR) · Halldor Skard · Kenneth Braaten · Bjarte Engen Vik · Fred Børre Lundberg | Finnország (FIN) · Samppa Lajunen · Jari Mantila · Tapio Nurmela · Hannu Manninen      | Franciaország (FRA) · Sylvain Guillaume · Nicolas Bal · Ludovic Roux · Fabrice Guy    |
| 2002, Salt Lake City | Finnország (FIN) · Jari Mantila · Hannu Manninen · Jaakko Tallus · Samppa Lajunen         | Németország (GER) · Björn Kircheisen · Georg Hettich · Marcel Höhlig · Ronny Ackermann | Ausztria (AUT) · Christoph Bieler · Michael Gruber · Mario Stecher · Felix Gottwald   |
| 2006, Torino         | Ausztria (AUT) · Michael Gruber · Christoph Bieler · Felix Gottwald · Mario Stecher       | Németország (GER) · Björn Kircheisen · Georg Hettich · Ronny Ackermann · Jens Gaiser   | Finnország (FIN) · Antti Kuisma · Anssi Koivuranta · Jaakko Tallus · Hannu Manninen   |
| 2010, Vancouver      | Ausztria (AUT) · Bernhard Gruber · Felix Gottwald · Mario Stecher · David Kreiner         | Egyesült Államok (USA) · Brett Camerota · Todd Lodwick · Johnny Spillane · Bill Demong | Németország (GER) · Johannes Rydzek · Tino Edelmann · Eric Frenzel · Björn Kircheisen |
| 2014, Szocsi         | Norvégia (NOR) · Jørgen Graabak · Håvard Klemetsen · Magnus Krog · Magnus Moan            | Németország (GER) · Eric Frenzel · Björn Kircheisen · Fabian Rießle · Johannes Rydzek  | Ausztria (AUT) · Christoph Bieler · Bernhard Gruber · Lukas Klapfer · Mario Stecher   |
| 2018, Phjongcshang   | Németország (GER) · Vinzenz Geiger · Fabian Rießle · Eric Frenzel · Johannes Rydzek       | Norvégia (NOR) · Jan Schmid · Espen Andersen · Jarl Magnus Riiber · Jørgen Graabak     | Ausztria (AUT) · Wilhelm Denifl · Lukas Klapfer · Bernhard Gruber · Mario Seidl       |
| 2022, Peking         | Norvégia (NOR) · Espen Bjørnstad · Espen Andersen · Jens Lurås Oftebro · Jørgen Graabak   | Németország (GER) · Manuel Faißt · Julian Schmid · Eric Frenzel · Vinzenz Geiger       | Japán (JPN) · Vatabe Josito · Nagai Hideaki · Vatabe Akito · Jamamoto Rjóta           |